# Christian d'Elvert
Christian Friedrich d’Elvert (12. dubna 1803 Křenová – 28. ledna 1896 Brno) byl moravsko-německý liberální politik a historik, poslanec zemského sněmu a krátce i říšské rady, v 60. a 70. letech 19. století také opakovaně starosta města Brna.

## Biografie

### Rodina, mládí a studium
Pocházel ze staré rodiny z Alsaska povýšené již v 16. století do šlechtického stavu, po francouzské revoluci přesídlil rod na Moravu. Christian se narodil jako nejstarší ze čtyř synů bývalého důstojníka francouzského královské armády Heinricha d'Elverta (1768–1830) a jeho manželky Anne de Taintenier (1773–1865). 
Christian d'Elvert po absolvování brněnského gymnázia pokračoval ve studiu na filosofickém lyceu, nejprve v Brně a později v Olomouci. Mezi jeho učitele patřili například Dominik Kinský, Řehoř Wolný, Josef Leonard Knoll či Franz Ficker. Univerzitní studia práv zahájil na Karlo-Ferdinandově univerzitě v Praze a dokončil roku 1826 na Vídeňské univerzitě. Kromě toho studoval také právo a historii ve Štýrském Hradci.

### Veřejná a politická činnost

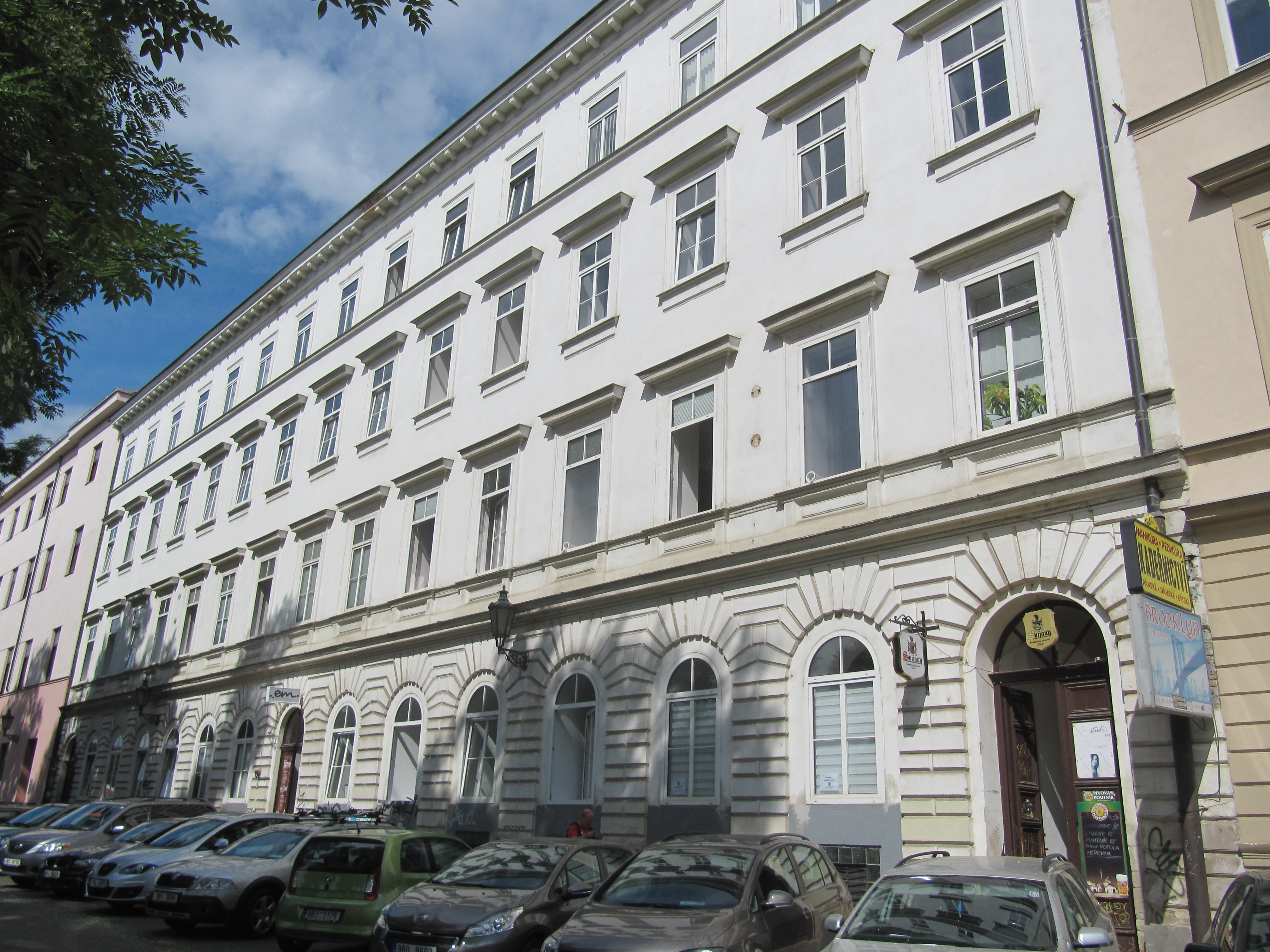
Dům v ulici Bašty č. p. 6 v Brně, bydliště Christina d'Elverta

Po ukončení studia vstoupil roku 1827 do státních služeb jako úředník moravskoslezského gubernia v Brně. Několik let strávil u krajského úřadu v Jihlavě, kde se také oženil. Od roku 1838 působil znovu u gubernia v Brně, kde byl postupně povýšen na krajského komisaře III. a II. třídy. Politicky aktivní byl již během revolučního roku 1848, kdy v letech 1848–1849 byl členem Moravského zemského sněmu a zároveň byl poslancem celoněmeckého, takzvaného Frankfurtského parlamentu.
Na zemský sněm nastoupil po zemských volbách roku 1848 za kurii městskou, obvod Brno. Uváděl se tehdy jako komisař krajského soudu.
Od roku 1850 zasedal v brněnském zastupitelstvu, v letech 1861–1864 a 1870–1876 zastával funkci starosty Brna. V této funkci se zasloužil mj. o rozvoj zelených ploch ve městě (parky na Špilberku a Kolišti, úprava Kraví hory a tzv. Císařského, dnes Wilsonova lesa).
V letech 1871–1878 a 1880–1896 byl opět poslancem Moravského zemského sněmu, který ho v roce 1871 zvolil i poslancem Říšské rady (celostátní zákonodárný sbor, tehdy ještě nevolený přímo, ale tvořený delegáty jednotlivých zemských sněmů), kde reprezentoval kurii měst, obvod zemské hlavní město Brno. I v prvních přímých volbách do Říšské rady roku 1873 získal mandát poslance za tentýž obvod. Mandát obhájil i ve volbách roku 1879. Rezignace na mandát byla oznámena 5. prosince 1882.
Po celý aktivní život byl politicky orientován jako německý liberál (tzv. Ústavní strana). Na Říšské radě byl v říjnu 1879 uveden jako člen staroněmeckého Klubu liberálů (Club der Liberalen). Krátce před svou rezignací ještě zasedal v klubu Sjednocené německé levice, do kterého se spojilo několik ústavověrných politických proudů. Až do smrti zůstal poslancem moravského zemského sněmu a členem brněnské městské rady, zhruba od roku 1890 se kvůli pokročilému věku zasedání těchto institucí prakticky nezúčastňoval. 

### Vědecká činnost

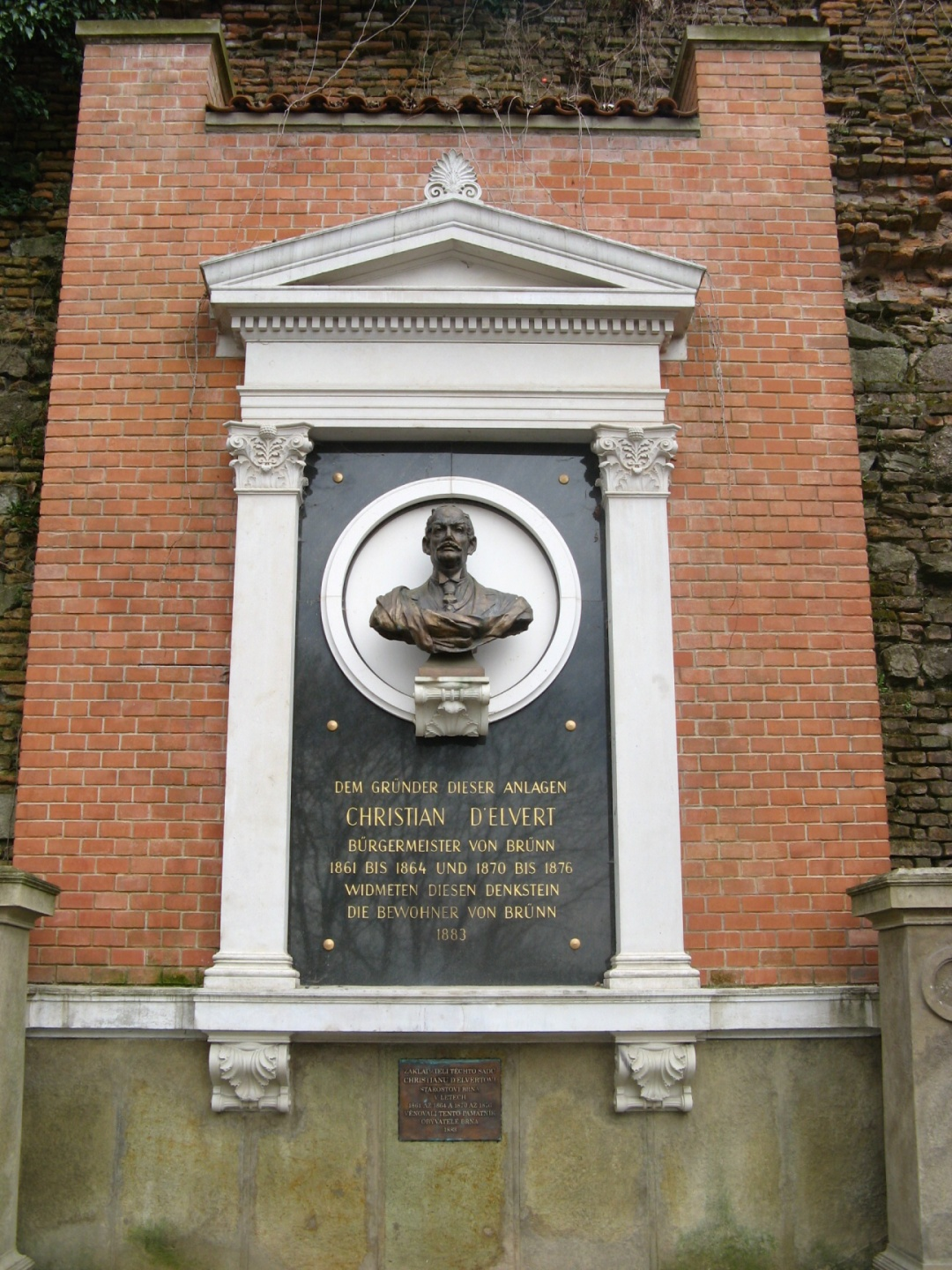
Pomník Christiana d'Elverta v parku pod hradem Špilberk (obnoven 2003)

Ve středu jeho vědeckého zájmu byly už od studentských let dějiny Moravy. Psal také o svých současnících z oblasti hudby, brněnských rodácích Ferdinandu Debois či Leopoldu Balzarovi. Zpočátku se věnoval zejména historii Brna, od roku 1851 let svou odbornou činnost pevně spojil s Moravskoslezskou hospodářskou společností (Mährisch-schlesische Gesellschaft zur Beförderung des Ackerbaues, der Natur- und Landeskunde), pod jejíž hlavičkou ustavil samostatnou historicko-statistickou sekci a stanul na dlouhou dobu v jejím čele. Tento spolek se stal hlavní základnou moravské německé vlastivědy na celá další desetiletí. D'Elvert se stal hlavním přispěvatelem Notizenblattu, periodika nové sekce, které bylo přílohou hlavního časopisu společnosti – Mittheilungen.
Byl také autorem téměř celé třicetisvazkové řady monografických spisů vydávaných touto společností. Jeho zájem pokrýval celé dějiny Moravy a rakouského Slezska v raném novověku, zvláštní důraz položil na období 17. století. Přestože jeho práce nedosahovaly ani v době vzniku měřítek tehdejší vědy, jsou díky své šíři a kvantitě dodnes mnohdy jediným uceleným zpracováním dané problematiky. V rámci svých prací zpřístupnil edičně i značné množství textů z období, které bylo česky psanou historiografií dlouhá desetiletí opomíjeno.
Zemřel v roce 1896, pohřben byl na Ústředním hřbitově v Brně.

## Tituly a ocenění
Za zásluhy byl nositelem rytířského kříže Řádu Františka Josefa (1859) a Řádu železné koruny III. třídy (1863). V roce 1864 byl povýšen do šlechtického stavu s titulem rytíř. S ohledem na místa svého působení získal čestné občanství v Brně a Jihlavě.
Jeho jméno nesla v letech 1874–1918 d'Elvertova ulice v Brně (dnešní Staňkova). Při příležitosti 100. výročí jeho narození byla umístěna pamětní deska na domě v ulici Bašty č. p. 6, kde dlouhodobě trvale žil (deska dnes již neexistuje). Na hradební zdi pod Špilberkem byl v roce 1883 odhalen pomník s d'Elvertovou bustou. Po zániku monarchie byl odstraněn, obnoven byl v roce 2003.

## Rodina
V roce 1833 se v Jihlavě oženil s Magdalenou, rozenou Gerschovou (1815–1895), dcerou dlouholetého jihlavského krajského hejtmana Leopolda Gersche (1785–1862). Manželství zůstalo bezdětné. 
Christianův mladší bratr Johann (1805–1878) sloužil v armádě, dosáhl hodnosti plukovníka a byl velitelem dělostřelectva v pevnosti Ulm. Další bratr Friedrich (1812–1901) byl právníkem, prezidentem zemského soudu v Brně a také poslancem moravského zemského sněmu. V roce 1875 byl povýšen do stavu svobodných pánů. Jejich sestra Anna (1809–1884) byla manželkou generála Franze Kauffmanna (1777–1838), po ovdovění se jejím druhým manželem stal c. k. polní zbrojmistr a náměstek ministra války Friedrich von Teuchert (1797–1872). Z dalších generací rodiny vynikl Friedrichův syn Heinrich (1853–1926), který také působil v justici a byl dlouholetým poslancem moravského zemského sněmu a říšské rady. Několik dalších členů rodu dosáhlo generálských hodností v rakousko-uherské armádě. 

## Dílo
- D'ELVERT, Christian. Versuch einer Geschichte Brünns. Brünn: I. G. Trassler, 1828. 272, [2] s. Dostupné online. (ger)
- D'ELVERT, Christian. Die Schweden vor Brünn. Ein Abschnitt des dreißigjährigen Krieges. Zur Jubel-Feier der Vertheidigung Brünns gegen die Schweden vor zwei hundert Jahren. Brünn: [s.n.], 1845 (Gedruckt bei Rudolf Rohrer's sel. Witwe). 119 s. Dostupné online. (ger)
- D'ELVERT, Christian. Geschichte und Beschreibung der (königlichen Kreis-) und Bergstadt Stadt Iglau in Mähren. Brünn: [s.n.], 1850 (Schnellpressendruck von Frantz Gastl). 520 s. Dostupné online. (ger)
- D'ELVERT, Christian. Historische Literatur-Geschichte von Mähren und Österreichisch-Schlesien. Brünn: [s.n.], 1850 (Gedruckt bei Rudolf Rohrer's sel. Witwe). 518 s. Dostupné online. (ger)
- D'ELVERT, Christian. Der Spielberg als Residenz der Landesfürsten, Landesfestung und Strafanstalt. Brünn: [s.n.], 1860 (Gedruckt bei R. Rohrer's Erben). 125 s. Dostupné online. (ger)
- D'ELVERT, Christian. Die Vereinigung von Böhmen, Mähren und Schlesien zu einem gemeinschaftlichen Landtage und einer Centralverwaltung. Zweite Ausgabe. vyd. Brünn: Verlag von A. Hauptmann's Buchhandlung (Griesßmeyer & Glück), 1868 (Druck von Rudolf M. Rohrer). 94 s. Dostupné online. (ger)

### Edice Schriften
- D'ELVERT, Christian. Geschichte des Theaters in Mähren und Oester. Schlesien. Brünn: [s.n.], 1852 (Gedruckt bei R. Rohrer's Erben). 167 s. (Schriften der historisch statistischen Sektion der k. k. m. s. Gesellschaft zur Beförderung des Ackerbaues, der Natur- und Landeskunde; sv. 4). Dostupné online. (ger) Aus dem 4. Hefte der Schriften der hist. stat. Sektion besonders abgedruckt.
- D'ELVERT, Christian. Geschichte des Bücher- und Steindruckes, des Buchhandels, der Bücher-Cenzur, und der periodischen Literatur, sowie Nachträge zur Geschichte der historischen Literatur in Mähren und Oesterreichisch Schlesien. Brünn: [s.n.], 1854 (Gedruckt bei R. Rohrer's Erben). ([Schriften der historisch statistischen Sektion der k. k. m. s. Gesellschaft zur Beförderung des Ackerbaues, der Natur- und Landeskunde]. Beiträge zur Geschichte v. Statistik Mährens u. Oesterreichisch- Schlesiens 1; sv. 6). Dostupné online. (ger)
- D'ELVERT, Christian. Die Verfassung und Verwaltung von Oesterreichisch-Schlesien in ihrer historischer Ausbildung, dann die Rechtsverhältnisse zwischen Mähren, Troppau und Jägerndorf, so wie der mährischen Enklaven in Schlesien. Brünn: [s.n.], 1854 (Gedruckt bei R. Rohrer's Erben). 312 s. ([Schriften der historisch statistischen Sektion der k. k. m. s. Gesellschaft zur Beförderung des Ackerbaues, der Natur- und Landeskunde]. Beiträge zur Geschichte v. Statistik Mährens u. Oesterreichisch- Schlesiens 2; sv. 7). Dostupné online. (ger) Aus dem 7. Hefte der Schriften der hist. stat. Sektionder der k. k. m. s. Gesellschaft zur Beförderung des Ackerbaues, der Natur- und Landeskunde abgedruckt.
- D'ELVERT, Christian. Die Culturfortschritte Mährens und Oesterreichisch-Schlesiens, besonders im Landbaue und in der Industrie, während der letzten hundert Jahre. Brünn: K. k. m. s. Gesellschaft zur Beförderung des Ackerbaues, der Natur- und Landeskunde, 1854 (Gedruckt bei R. Rohrer's Erben). 183, [1] s. ([Schriften der historisch statistischen Sektion der k. k. m. s. Gesellschaft zur Beförderung des Ackerbaues, der Natur- und Landeskunde]; sv. 8). Dostupné online. (ger) 1. část 8. svazku Schriften.
- D'ELVERT, Christian. Geschichte der Studien-, Schul- u. Erziehungs- Anstalten in Mähren und Oesterr. Schlesien, insbesondere der olmützer Universität, in den neueren Zeiten. Brünn: [s.n.], 1858 (Gedruckt bei R. Rohrer's Erben). XLVIII, 492 s. (Schriften der historisch statistischen Sektion der k. k. m. s. gesellschaft zur Beförderung des Ackerbaues, der Natur- und Landeskunde; sv. 10). Dostupné online. (ger)
- D'ELVERT, Christian. Geschichte der Heil- und Humanitäts-Anstalten in Mähren und Oesterr. Schlesien. Brünn: Verlag der histor. statist. Sektion, 1858 (Gedruckt bei R. Rohrer's Erben). 377 s. (Schriften der historisch statistischen Sektion der k. k. m. s. gesellschaft zur Beförderung des Ackerbaues, der Natur- und Landeskunde; sv. 11). Dostupné online. (ger)
- D'ELVERT, Christian. Beiträge zur Geschichte der königl. Städte Mährens, insbesondere der k. Landeshauptstadt Brünn. I. Band. Brünn: Verlag der histor. statist. Sektion, 1860 (In Commission der Buchhandlung A. Ritsch ; Druck von Rudolf M. Rohrer). 597, [14] s. (Schriften der historisch statistischen Sektion der k. k. m. s. gesellschaft zur Beförderung des Ackerbaues, der Natur- und Landeskunde; sv. 13). Dostupné online. (ger)
- D'ELVERT, Christian. Die Desiderien der mährischen Stände vom Jahre 1790 und ihre Folgen. Brünn: Verlag der histor. statist. Sektion, 1864 (Druck von Rudolf M. Rohrer). 266 s. (Schriften der historisch statistischen Sektion der k. k. m. s. gesellschaft zur Beförderung des Ackerbaues, der Natur- und Landeskunde; sv. 14). Dostupné online. (ger) Aus dem 14. Band der Schriften der hist. stat. Sektion besonders abgedruckt.
- D'ELVERT, Christian. Zur Geschichte des Bergbaues und Hüttenwesens. Die Oelfabrikation, Leuchtgas-Industrie, Seifen- und Kerzen-Fabrikation, Wachswaaren- und Leim-Erzeugung, Fabrikation von Kunst-Kaffee und Chocolade, Süssholzsaft- und Seifensiederei, Käse-, Stärke- und Haarpuder-Fabrikation, Erzeugung von Mühlenfabrikaten, Fabrikation von Papier, Spielkarten und Tapeten, Buch- und Steindruckerei, der Buch-, Kunst- und Musikalien-Handel, die Leihbibliotheken, Zeitschriften, Tabakfabrikation und Tabakverbrauch, die Lederfabrikation, Verarbeitung des Leders, Wagenfabrikation. Brünn: Verlag der histor. statist. Sektion, 1866 (In Commission der Buchhandlung A. Ritsch ; Druck von Rudolf M. Rohrer). 640 s. (Schriften der historisch statistischen Sektion der k. k. m. s. gesellschaft zur Beförderung des Ackerbaues, der Natur- und Landeskunde. Zur Cultur-Geschichte Mährens und Oest.-Schlesiens 1; sv. 15). Dostupné online. (ger)
- D'ELVERT, Christian. Beiträge zur Geschichte der Rebellion, Reformation, des 30jährigen Krieges und der Neugestaltung Mährens im 17. Jahrhundert. Brünn: Verlag der histor. statist. Sektion, 1867 (In Commission der Buchhandlung A. Ritsch ; Druck von Rudolf M. Rohrer). 909 s. (Schriften der historisch statistischen Sektion der k. k. m. s. gesellschaft zur Beförderung des Ackerbaues, der Natur- und Landeskunde; sv. 16). Dostupné online. (ger)
- D'ELVERT, Christian. Weitere Beiträge zur Geschichte der böhmischen Länder im XVII. Jahrhundert. Brünn: Verlag der histor. statist. Sektion, 1868 (In Commission der Buchhandlung A. Ritsch ; Druck von Rudolf M. Rohrer). 417 s. (Schriften der historisch statistischen Sektion der k. k. m. s. gesellschaft zur Beförderung des Ackerbaues, der Natur- und Landeskunde; sv. 17). Dostupné online. (ger)
- D'ELVERT, Christian. Zur Geschichte der Pflege der naturwissenschaften in Mähren und Schlesien, insbesondere der Naturkunde dieser Länder, mit Rücksicht auf Böhmen und Oesterreich. Brünn: Verlag der histor. statist. Sektion, 1868 (In Commission der Buchhandlung A. Ritsch ; Druck von Rudolf M. Rohrer). [4], 332 s. (Schriften der historisch statistischen Sektion der k. k. m. s. gesellschaft zur Beförderung des Ackerbaues, der Natur- und Landeskunde. Zur Cultur- Geschichte Mährens und Oest. Schlesiens 2; sv. 18). Dostupné online. (ger)
- D'ELVERT, Christian. Die Erzeugung von Schaf-, Lein- und Baumwollwaaren, die Seidenzucht- und Seidenwaaren-Erzeugung, die Erzeugung gegohrener und gebrannter Flüssigkeiten, die Bier-, Branntwein-, Rosoglio-, Liquer- und Rum-Erzeugung und Essig-Fabrikation, die Rübenzucker-Fabrikation. Uebersicht der Erzeugung von Bier, Branntwein und Rübenzucker, dann des Ertrages dieser Steuer-Objecte seit 1851, Verzeichniss der k.k. Fabriken, neuester Stand der Montan-Industrie. Aufhebung des Meilrechts, Aufhebung und Ablösung des Propinations-Rechtes in Mähren und Schlesien. Brünn: Verlag der histor. statist. Sektion, 1870 (In Commission der Buchhandlung A. Ritsch ; Druck von Rudolf M. Rohrer). [vi], 712 s. (Schriften der historisch statistischen Sektion der k. k. m. s. gesellschaft zur Beförderung des Ackerbaues, der Natur- und Landeskunde. Zur Cultur- Geschichte Mährens und Oest. Schlesiens 3; sv. 19). Dostupné online. (ger)
- D'ELVERT, Christian. Geschichte der k.k. mähr.-schles. Gesellschaft zur Beförderung des Ackerbaues, der Natur- und Landeskunde, mit Rücksicht auf die bezüglichen Cultur-Verhältnisse Mährens und Österr. Schlesiens. Brünn: Verlag der histor. statist. Sektion, 1870 (Druck von Rudolf M. Rohrer). [8], 503, 384, [2] s. (Schriften der historisch statistischen Sektion der k. k. m. s. Gesellschaft zur Beförderung des Ackerbaues, der Natur- und Landeskunde. Beiträge zur Cultur-Geschichte Mährens und Schlesiens 4; sv. 20). Dostupné online. (ger)
- D'ELVERT, Christian. Zur Oesterreichischen Finanz-Geschichte mit besonderer Rücksicht auf die böhmischen Länder. Brünn: Verlag der histor. statist. Sektion, 1881 (Druck von Rudolf M. Rohrer). XII, 773, 247, [2] s. (Schriften der historisch statistischen Sektion der k. k. m. s. Gesellschaft zur Beförderung des Ackerbaues, der Natur- und Landeskunde; sv. 25). Dostupné online. (ger)
- D'ELVERT, Christian. Zur Geschichte der Juden in Mähren und Oester.-Schlesien mit Rücksicht auf Oesterreich-Ungarn überhaupt und die Nachbarländer. Brünn: carl Winiker, 1895 (Druck von Rudolf M. Rohrer). [6], 269, [1] s. (Schriften der historisch statistischen Sektion der k. k. m. s. Gesellschaft zur Beförderung des Ackerbaues, der Natur- und Landeskunde. Beiträge zur österreichischen Rechtsgeschichte 4; sv. 30). Dostupné online. (ger)